# 海上閱兵 (日本)
日本的海上閱兵（日语：観艦式/かんかんしき）是該國展示海軍力量以及慶祝紀念活動的一個重要方式。日本的海上閱兵始於大政奉還後，1868年（明治元年），明治天皇在大阪天保山檢閱了由六艘日本軍艦和一艘法國杜布雷號護衛艦組成的聯合艦隊，當時該艦隊由石井忠亮海軍中佐統領。在此之前的江戶時代，幕府水軍曾舉行過類似的活動，例如德川家光就曾舉辦海上閱兵，這稱為“船行列”（日語：船行列）。1878年（明治11年），當時的海軍卿川村純義向太政大臣三条实美建議，應對海軍的主力艦艇進行檢閱，以展示海軍的進步。1890年（明治23年）在神戶舉行的“海軍觀兵式”成為了日本現代海軍閱兵的開端。從下一次閱兵（1900年，明治33年）開始，名稱改為“觀艦式”。
從明治元年在天保山海岸舉行的觀艦式算起，到太平洋戰爭前，觀艦式共舉行了18次。
第二次世界大戰期間，日本帝國海軍近於全軍覆沒。1957年10月1日，日本海上自衛隊成立，隨後根據傳統，每隔數年舉行一次海上閱兵。

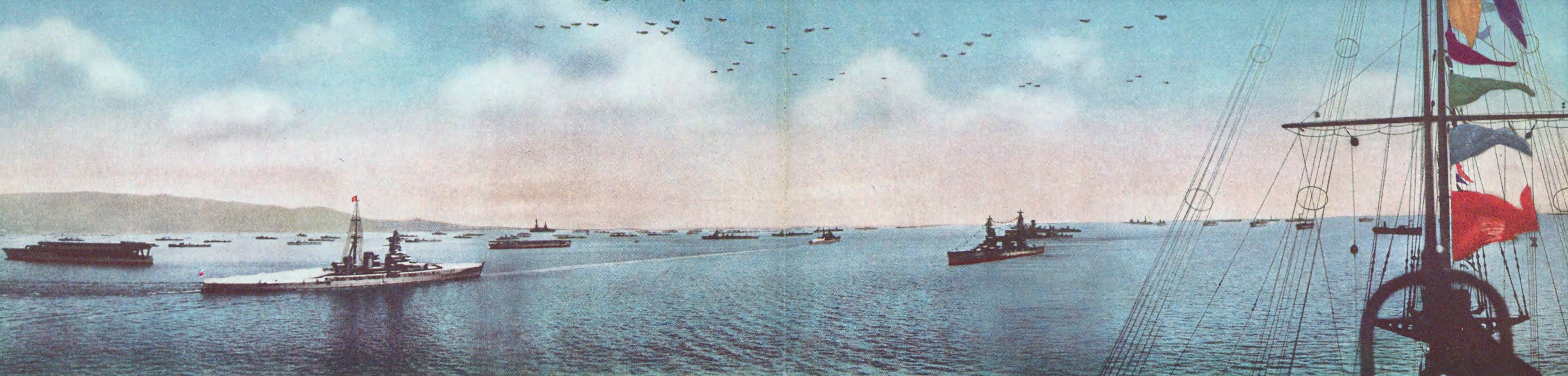
觀艦式

## 日本帝國海軍時期

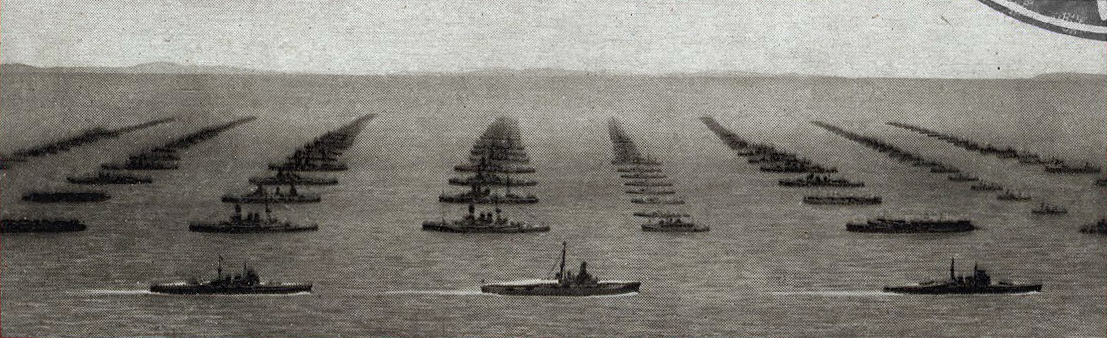
在1940年舉行的紀元二千六百年特別觀艦式紀錄了日本帝國海軍的巔峰

海軍天覽（軍艦御覽）
明治元年3月26日（1868年4月18日），大阪天保山外海。
参加艦船：軍艦6艘（2,452噸）
海軍觀兵式
1890年（明治23年）4月18日，神戶外海。
参加艦船：軍艦18艘（3万2,854噸），其他艦艇12艘（1,528噸）
大演習觀艦式
1900年（明治33年）4月30日，神戶外海。
参加艦船：軍艦23艘，水雷驅逐艇（驅逐艦）8艘，魚雷艇18艘，總計49艘（12万9,601噸）。其中包括北洋水師被俘的鎮遠號戰艦和福龍號魚雷艇。
大演習觀艦式
1903年（明治36年）4月10日，神戶外海。
参加艦船：軍艦32艘，水雷驅逐艇（驅逐艦）13艘，魚雷艇23艘，其他艦艇1艘，總計69艘（21万7,176噸）。其中包括北洋水師被俘的鎮遠艦、福龍艇、濟遠艦和平遠艦。
出席的外國軍艦包括英國皇家海軍的「光榮」號戰列艦與「布倫海姆」號防護巡洋艦、德意志帝國海軍的「汉萨」号防护巡洋舰、俄羅斯帝國海軍的「阿斯科德」號防護巡洋艦、義大利皇家海軍的「卡拉布里亞」號防護巡洋艦、法國海軍的「帕斯卡」號防護巡洋艦。
東京湾凱旋觀艦式（日俄戰争凱旋觀艦式）
1905年（明治38年）10月23日，橫濱外海。
参加艦船：軍艦38艘，偽裝巡洋艦12艘，驅逐艦28艘，魚雷艇77艘，潜水艇5艘，總計165艘（32万4,159噸）。其中包括參戰的鎮遠艦（濟遠艦和平遠艦在參戰時觸雷沉沒），與俄軍被俘的战列舰丹後、相模、壹岐等。
大演習觀艦式
1908年（明治41年）11月18日，神戶外海。
参加艦船：軍艦50艘，驅逐艦53艘，魚雷艇12艘，潜水艇7艘，其他艦艇1艘，總計124艘（40万4,460噸）
大演習觀艦式
1912年（大正元年）11月12日，橫濱外海。
参加艦船：軍艦45艘，驅逐艦53艘，魚雷艇11艘，潜水艇3艘，其他艦艇3艘，總計115艘（46万0,825噸），水上飛機2架
恒例觀艦式
1913年 （大正2年）11月10日，横須賀外海。
参加艦船：軍艦29艘，驅逐艦28艘，總計57艘（35万3,965噸），水上飛機4架
御大礼特別觀艦式
1915年（大正4年）12月4日，橫濱外海。
参加艦船：軍艦53艘，驅逐艦52艘，潜水艇6艘，魚雷艇3艘，其他艦艇10艘，總計124艘（59万8,848噸），水上飛機9架
恒例觀艦式
1916年（大正5年）10月25日，橫濱外海。
参加艦船：軍艦26艘，驅逐艦43艘，潜水艇6艘，其他艦艇9艘，總計84艘（47万2,254噸），水上飛機4架
御親閲式
1919年（大正8年）7月29日，横須賀外海。
参加艦船：總計26艘（8万6,013噸）
大演習觀艦式
1919年（大正8年）10月28日，橫濱外海。
参加艦船：總計111艘（62万4,180噸），飛機12架
大演習觀艦式
1927年（昭和2年）10月30日，橫濱外海。
参加艦船：總計158艘（66万4,292噸），飛機82架，飛艇3艘
御大礼特別觀艦式
1928年（昭和3年）12月4日，橫濱外海。
参加艦船：總計186艘（77万8,891噸），飛機130架，飛艇2艘
特別大演習觀艦式
1930年（昭和5年）10月26日，神戶外海。
参加艦船：總計165艘（70万3,295噸），飛機72架
大演習觀艦式
1933年（昭和8年）8月25日，橫濱外海。
参加艦船：總計161艘（84万7,766噸），飛機200架
特別大演習觀艦式
1936年（昭和11年）10月29日，神戶外海。
参加艦船：總計100艘（58万0,133噸），飛機100架。
紀元二千六百年特別觀艦式
1940年 （昭和15年）10月11日，橫濱外海。日本海軍最後的觀艦式
参加艦船：總計98艘，飛機527架

## 日本海上自衛隊時期

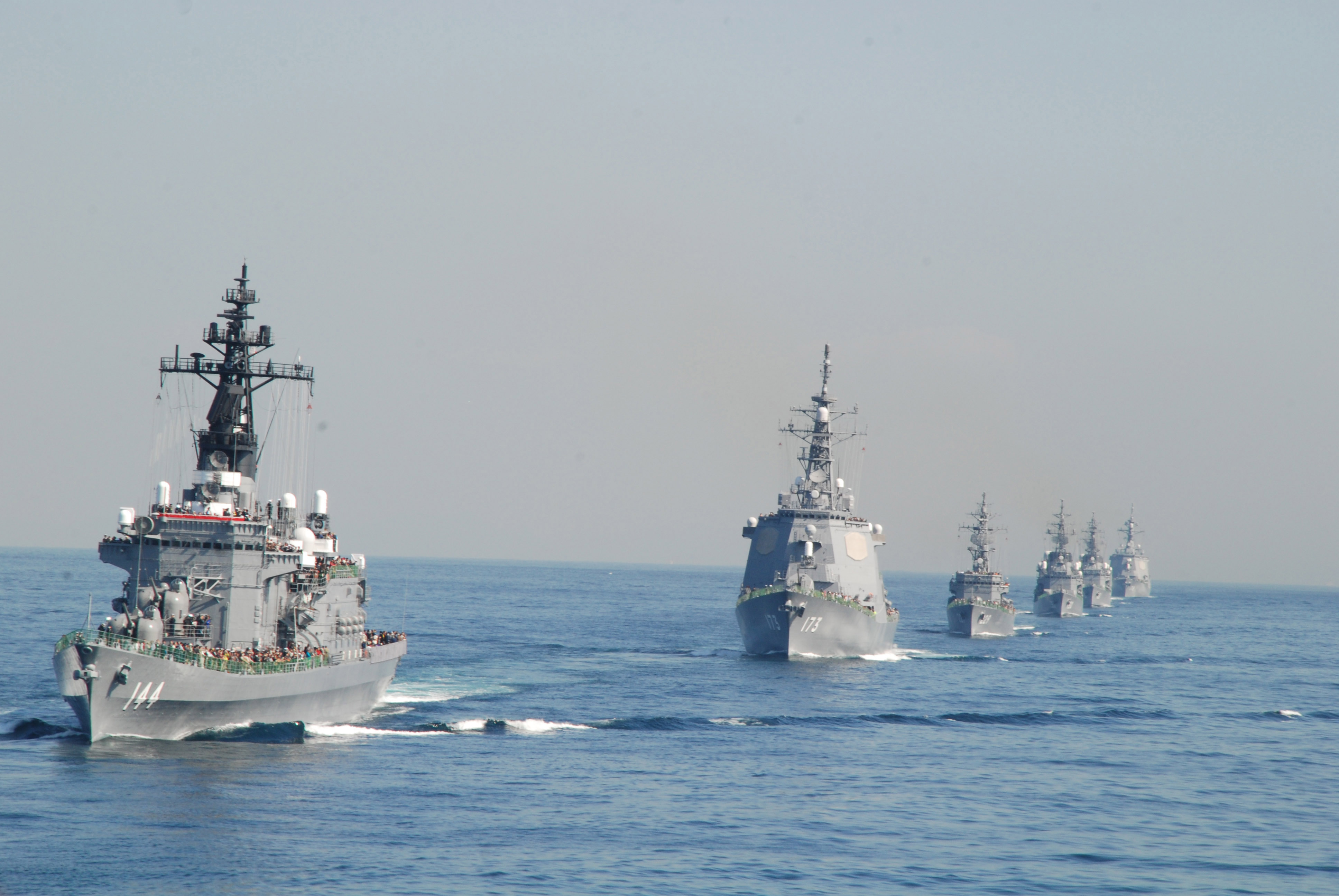
2009年海上自衛隊閱兵

| 回次 | 日期                       | 場所     | 形式        | 觀閲官                  | 艦艇 | 飛機 |
| ---- | -------------------------- | -------- | ----------- | ----------------------- | ---- | ---- |
| 01   | 1957年（昭和32年）10月2日  | 東京湾   | 停泊式      | 內閣總理大臣 岸信介     | 32艘 | 49架 |
| 02   | 1960年（昭和35年）11月2日  | 東京湾   | 停泊式      | 防衛廳長官 江崎真澄     | 43艘 | -    |
| 03   | 1961年（昭和36年）11月2日  | 東京湾   | 停泊式      | 防衛廳長官 藤枝泉介     | 32艘 | 29架 |
| 04   | 1962年（昭和37年）11月3日  | 大阪湾   | 停泊及 移動 | 防衛政務次官 生田宏一   | 48艘 | -    |
| 05   | 1964年（昭和39年）11月2日  | 東京湾   | 停泊及 移動 | 防衛廳長官 小泉純也     | 52艘 | -    |
| 06   | 1965年（昭和40年）11月3日  | 大阪湾   | 移動式      | 防衛廳長官 松野賴三     | 49艘 | 51架 |
| 07   | 1966年（昭和41年）11月3日  | 博多湾   | 停泊及 移動 | 防衛廳長官 上林山榮吉   | 37艘 | 56架 |
| 08   | 1967年（昭和42年）11月5日  | 伊勢湾   | 移動式      | 防衛廳長官 增田甲子七   | 43艘 | 数架 |
| 09   | 1968年（昭和43年）11月3日  | 東京湾   | 停泊式      | 內閣總理大臣 佐藤榮作   | 44艘 | 47架 |
| 10   | 1969年（昭和44年）11月3日  | 大阪湾   | 移動式      | 防衛廳長官 有田喜一     | 50艘 | 51架 |
| 11   | 1970年（昭和45年）11月3日  | 相模湾   | 移動式      | 防衛廳長官 中曾根康弘   | 45艘 | 48架 |
| 12   | 1971年（昭和46年）11月3日  | 佐世保沖 | 移動式      | 防衛廳長官 西村直己     | 50艘 | 65架 |
| 13   | 1972年（昭和47年）11月5日  | 相模湾   | 移動式      | 防衛廳長官 増原惠吉     | 51艘 | 61架 |
| 14   | 1973年（昭和48年）9月16日  | 若狭湾   | 移動式      | 防衛廳長官 山中貞則     | 39艘 | 48架 |
| 15   | 1981年（昭和56年）11月3日  | 相模湾   | 移動式      | 內閣總理大臣 鈴木善幸   | 45艘 | 55架 |
| 16   | 1984年（昭和59年）11月4日  | 相模湾   | 移動式      | 防衛廳長官 加藤紘一     | 53艘 | 51架 |
| 17   | 1987年（昭和62年）11月3日  | 相模湾   | 移動式      | 內閣總理大臣 中曽根康弘 | 54艘 | 49架 |
| 18   | 1989年（平成元年）11月5日  | 相模湾   | 移動式      | 內閣總理大臣 海部俊樹   | 55艘 | 51架 |
| 19   | 1992年（平成04年）10月11日 | 相模湾   | 移動式      | 內閣總理大臣 宮澤喜一   | 52艘 | 54架 |
| 20   | 1994年（平成06年）10月16日 | 相模湾   | 移動式      | 內閣總理大臣 村山富市   | 45艘 | 52架 |
| 21   | 1997年（平成09年）10月26日 | 相模湾   | 移動式      | 內閣總理大臣 橋本龍太郎 | 46艘 | 48架 |
| 22   | 2000年（平成12年）10月29日 | 相模湾   | 移動式      | 內閣總理大臣 森喜朗     | 63艘 | 38架 |
| 23   | 2002年（平成14年）10月13日 | 東京湾   | 停泊式      | 內閣總理大臣 小泉純一郎 | 65艘 | 11架 |
| 24   | 2003年（平成15年）10月26日 | 相模湾   | 移動式      | 內閣總理大臣 小泉純一郎 | 52艘 | 53架 |
| 25   | 2006年（平成18年）10月29日 | 相模湾   | 移動式      | 內閣總理大臣 安倍晋三   | 48艘 | 50架 |
| 26   | 2009年（平成21年）10月25日 | 相模湾   | 移動式      | 首相代理副総理 菅直人   | 40艘 | 31架 |
| 27   | 2012年（平成24年）10月14日 | 相模湾   | 移動式      | 內閣總理大臣 野田佳彦   | 48艘 | 32架 |
| 28   | 2015年（平成27年）10月18日 | 相模湾   | 移動式      | 內閣總理大臣 安倍晋三   | 42艘 | 37架 |
| 29   | 2019年（令和元年）10月14日 | 相模湾   | 移動式      | 內閣總理大臣 安倍晋三   | 46艘 | 40架 |
| 30   | 2022年（令和4年）11月6日   | 相模湾   | 移動式      | 內閣總理大臣 岸田文雄   | 39艘 | 33架 |